# Свищов (залив)
Свищов е залив на протока Дрейк в Антарктика. Наименуван е на град Свищов в Северна България.
Заливът има ширина 2,19 km. Врязва се на 1,48 km в северозападния бряг на полуостров Рей в северозападната част на полуостров Байърс на остров Ливингстън (Южни Шетландски острови). Намира се между нос Есекс на североизток и нос Старт на югозапад, на 62°35'10.0" южна ширина и 61°11'20.0" западна дължина.
Районът на залива е посещаван от ловци на тюлени през XIX век.
Картографиране: британско (1968), чилийско (1971), аржентинско (1980), испанско (1992), българско (2005, 2009).